# Бардосан
Бардосан (серб. Бардосан, Bardosan; алб. Bardhasan) — село в общине Джяковица в исторической области Метохия. С 2008 года находится под контролем частично признанной Республики Косово.
Согласно административно-территориальному делению Республики Косово, село Резина является отдельным населённым пунктом, в то время как власти Сербии рассматривают его как часть села Бардосан.

## Административная принадлежность
| Сербская позиция                                                                    | Албанская позиция                                               |
| ----------------------------------------------------------------------------------- | --------------------------------------------------------------- |
| входит в общину Джяковица Печского округа автономного края Косово и Метохия, Сербия | входит в общину Джяковица Джяковицкого округа Республики Косово |

## Население
Согласно переписи населения 1981 года, в селе проживало 788 человек: 784 албанца и 2 серба.
Согласно переписи населения 2011 года, проведённой властями Республики Косово, в селе Бардосан проживало 316 человек: 170 мужчин и 146 женщин; все албанцы. В селе Резина проживал 191 человек: 92 мужчины и 99 женщин, все албанцы.
| Численность населения (включая Резину) | Численность населения (включая Резину) | Численность населения (включая Резину) | Численность населения (включая Резину) | Численность населения (включая Резину) | Численность населения (включая Резину) | Численность населения (включая Резину) |
| 1948                                   | 1953                                   | 1961                                   | 1971                                   | 1981                                   | 1991                                   | 2011                                   |
| -------------------------------------- | -------------------------------------- | -------------------------------------- | -------------------------------------- | -------------------------------------- | -------------------------------------- | -------------------------------------- |
| 377                                    | 411                                    | 497                                    | 603                                    | 788                                    | 807                                    | 507                                    |